# Động vật biến nhiệt

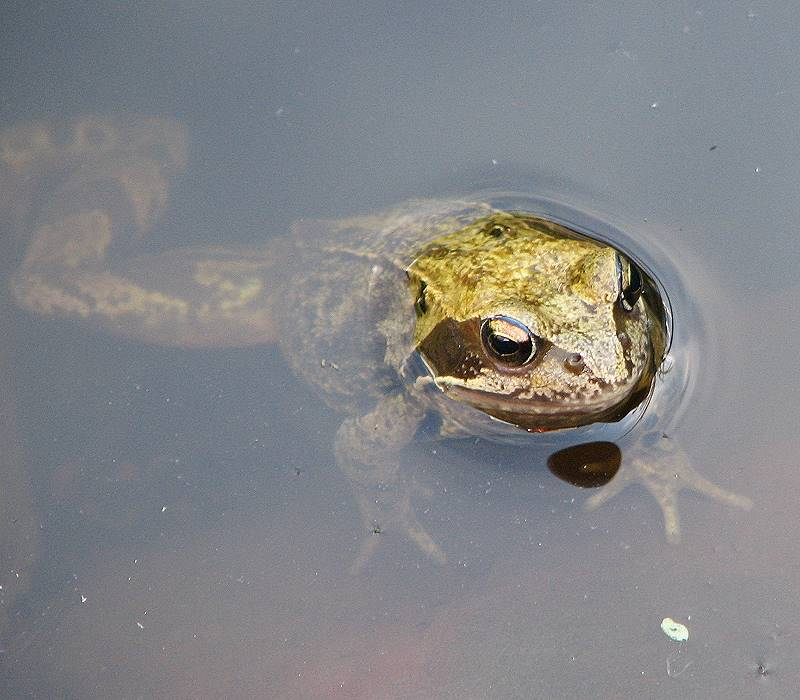
Ếch nâu châu Âu là một động vật biến nhiệt vì cần phải có khả năng hoạt động trong một phạm vi thân nhiệt rộng.

Động vật biến nhiệt là các động vật có thân nhiệt thay đổi đáng kể. Nó là ngược lại với động vật hằng nhiệt hay các động vật có khả năng duy trì cân bằng nội môi về nhiệt. Thông thường thì sự thay đổi là kết quả của nhiệt độ môi trường xung quanh. Nhiều động vật ngoại nhiệt sinh sống trên cạn là động vật biến nhiệt. Thuật ngữ này được sử dụng như là sự miêu tả chính xác hơn của cụm từ "động vật máu lạnh", là thuật ngữ cũng có thể sử dụng để chỉ các động vật về bản chất là động vật ngoại nhiệt (chủ yếu thu được nhiệt từ môi trường của chúng). Các động vật biến nhiệt bao gồm các loại động vật có xương sống như cá, động vật lưỡng cư, động vật bò sát, cũng như số động các động vật không xương sống.

## Từ nguyên
Thuật ngữ này trong các ngôn ngữ phương Tây, như tiếng Anh, có nguồn gốc từ tiếng Hy Lạp cổ, poikilos (ποικίλος) nghĩa là "thay đổi, biến đổi"; và thermos (θερμός) nghĩa là "nhiệt, nóng".

## Sinh lý học

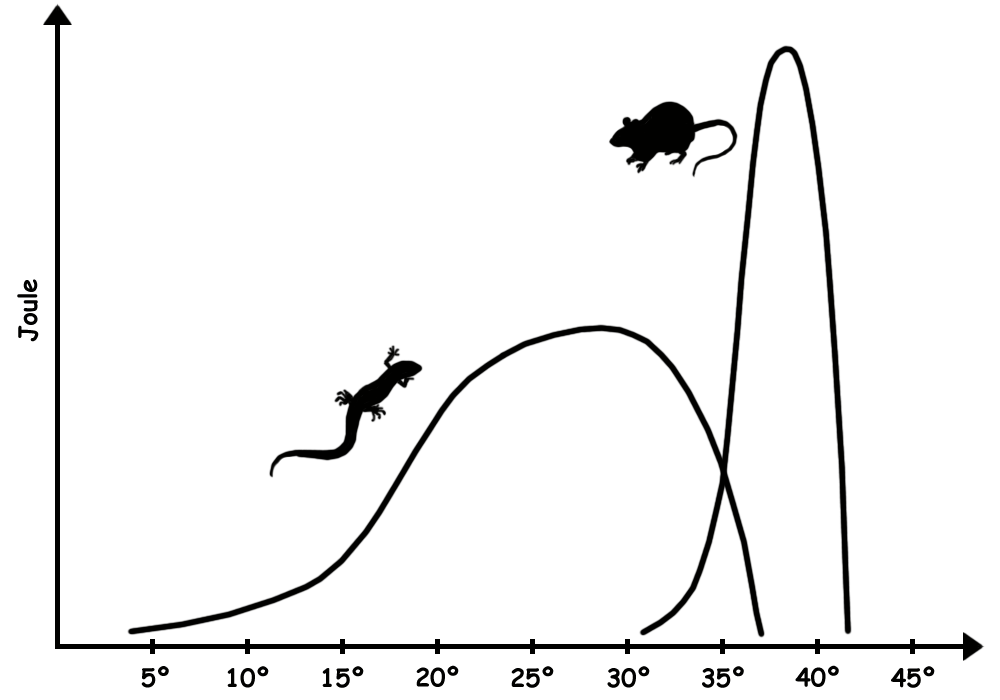
Sản lượng năng lượng duy trì liên tục (Joule) của một động vật biến nhiệt (thằn lằn) và một động vật hằng nhiệt (chuột) như một hàm số của thân nhiệt. Động vật hằng nhiệt có sản lượng cao hơn, nhưng chỉ có thể hoạt động trong một khoảng thân nhiệt hẹp.

Phục vụ cho một phản ứng hóa học quan trọng, các động vật biến nhiệt có thể có từ 4 tới 10 hệ thống enzym vận hành ở các nhiệt độ khác nhau. Một nghiên cứu cho thấy các động vật biến nhiệt như bò sát và động vật lưỡng cư có đường hồi quy so sánh giữa kích thước bộ gen lớn hơn và chỉ số tim nhỏ hơn so với các động vật hằng nhiệt như chim và thú.
Do trao đổi chất của chúng là biến thiên và nói chung thấp hơn so với các động vật hằng nhiệt, các hoạt động cần nhiều năng lượng duy trì liên tục như sự bay cần sức mạnh ở các động vật lớn hay việc duy trì một bộ não lớn nói chung là nằm ngoài khả năng của các động vật biến nhiệt. Điều này tạo ra xu hướng thiên về chiến lược săn mồi kiểu rình rập-chờ đợi hơn là về phía rượt đuổi con mồi đối với các động vật to lớn hơn với chi phí cho sự di chuyển cao hơn. Do chúng không sử dụng các hoạt động trao đổi chất của mình để sưởi ấm hay làm mát chính chúng, nên tổng nhu cầu về năng lượng theo dòng thời gian là thấp hơn. Với cùng một trọng lượng cơ thể thì động vật biến nhiệt chỉ cần từ 1/10 tới 1/2 nhu cầu năng lượng của các động vật hằng nhiệt.

## Thích nghi
- Một số thích nghi là tập tính. Thằn lằn và rắn nằm phơi nắng vào sáng sớm hay chiều tối, nhưng tìm nơi trú ẩn vào khoảng thời gian gần giữa trưa.
- Các tổ mối thường có hướng bắc-nam sao cho chúng hấp thụ càng nhiều nhiệt càng tốt vào lúc bình minh và hoàng hôn và lượng nhiệt tối thiểu vào khoảng thời gian gần giữa trưa.
- Các loài cá ngừ có khả năng giữ ấm toàn bộ cơ thể chúng thông qua cơ chế trao đổi nhiệt gọi là lưới vi mạch (rete mirabile), giúp giữ nhiệt bên trong cơ thể và giảm thiểu mất nhiệt qua mang. Chúng cũng có các cơ bơi gần về phía trung tâm cơ thể thay vì gần bề mặt cơ thể, và điều này cũng giảm thiểu mất nhiệt.
- Động vật cự nhiệt nghĩa là áp dụng chiến thuật có tỷ lệ diện tích bề mặt so với thể tích nhỏ hơn để giảm thiểu mất nhiệt, và điều này được ghi nhận ở một số nhóm động vật như cá mập trắng lớn hay các loài rùa biển.

## Hốc sinh thái
Các động vật biến nhiệt tương đối dễ dàng hơn trong việc tích lũy đủ năng lượng để sinh sản. Các động vật biến nhiệt trong cùng một hốc sinh thái thường có khoảng thời gian giữa các thế hệ là ngắn hơn so với của động vật hằng nhiệt: Từ vài tuần tới vài năm so với nhiều năm. Điều này cũng có thể áp dụng cho cả các động vật với vai trò sinh thái tương tự, như mèo và rắn.
Khác biệt này về nhu cầu năng lượng cũng có nghĩa là cùng một hốc sinh thái đã cho có thể hỗ trợ một mật độ dày hơn của các động vật biến nhiệt so với động vật hằng nhiệt. Điều này được phản ánh như trong tỷ lệ con săn mồi-con mồi thường là cao hơn ở các hệ động vật biến nhiệt khi so với các hệ động vật hằng nhiệt. Tuy nhiên, trong cùng một hốc sinh thái đã cho thì các động vật hằng nhiệt thường dồn ép các đối thủ cạnh tranh là động vật biến nhiệt tới mức tuyệt chủng do động vật hằng nhiệt có thể thu nhặt thức ăn trong một phần lớn hơn của ngày, với một số động vật săn mồi thuộc nhóm hằng nhiệt như linh cẩu thường săn mồi cả ban đêm.
Các động vật biến nhiệt thành công trong một số hốc sinh thái, như các hòn đảo cô lập hay các sa mạc nóng bức, hay trong các vùng sinh thái khác biệt (như các vùng sinh thái nhỏ trong lưu vực Amazon). Các quần xã sinh vật này thường không có đủ lượng thức ăn cần thiết để hỗ trợ một quần thể sinh sản có thể tồn tại lâu dài được của các động vật hằng nhiệt. Trong các hốc sinh thái này, các động vật biến nhiệt như thằn lằn, cua và ếch nhái thay thế chỗ của các động vật hằng nhiệt như chim và thú.